# 花宗川
花宗川（はなむねがわ）は、福岡県の筑後地方南部を流れる筑後川水系（上流では矢部川水系）の河川。農業用水用の河川である。

## 地理
福岡県八女市津江（つのえ）の矢部川花宗堰から分流。筑後市の中央部を西に流れ大川市大字向島と大川市大字小保の境界で筑後川に合流する。河川の名称は、立花宗茂に由来。合流地点には花宗水門(福岡県大川市)がある。 
- 花宗川に建設されている橋（下流から）
  - 花宗橋、新花宗橋（2017年1月完成）、明治橋、花宗大橋、江の津橋、新酒見橋、入道橋、新和泉橋、和泉橋

## 流域の自治体
福岡県
八女市、筑後市、三潴郡大木町、柳川市、大川市